# Šumava (planetka)
(2403) Šumava je planetka nacházející se v hlavním pásu asteroidů. Objevil ji český astronom Antonín Mrkos 25. září 1979. Byla pojmenována po českém pohoří Šumava. Kolem Slunce oběhne jednou za 4,07 let.